# Barajul Zeyzoun
Barajul Zeyzoun este un baraj de terasament eșuat lângă Zayzun, Guvernoratul Hama, Siria. A captat apa pompată din râul Orontes din apropiere. Barajul a fost finalizat în 1996 și scopul său principal a fost irigarea a aproximativ 14.000 ha (35.000 acri). Rezervorul barajului era umplut iarna și i se consuma apa în timpul verii.
Barajul a eșuat la 4 iunie 2002, ucigând 27 de persoane, strămutând 2.000 și afectând direct peste 10.000. Cu câteva ore înainte de cedarea barajului, după-amiaza, s-au observat crăpături în terasament. Oamenii au fost evacuați în timp ce apa a început să se reverse prin crăpături. Apa a spart în cele din urmă o gaură largă de 80 m (262 ft) în baraj, care a eliberat un val înalt de 3,3 m (11 ft) de apă. Apa a cuprins 80 km2 (31 mi2), distrugând complet 251 de case și afectând alte sute. Mai multe organizații internaționale, organizații non-guvernamentale și națiuni au trimis ajutor.Potrivit informațiilor, oficialii sirieni au ignorat avertismentele conform cărora barajul avea nevoie de reparații serioase.